# Drapetis trimaculata
Drapetis trimaculata är en tvåvingeart som beskrevs av Yang 1990. Drapetis trimaculata ingår i släktet Drapetis och familjen puckeldansflugor. Inga underarter finns listade i Catalogue of Life.